# Celso Barros

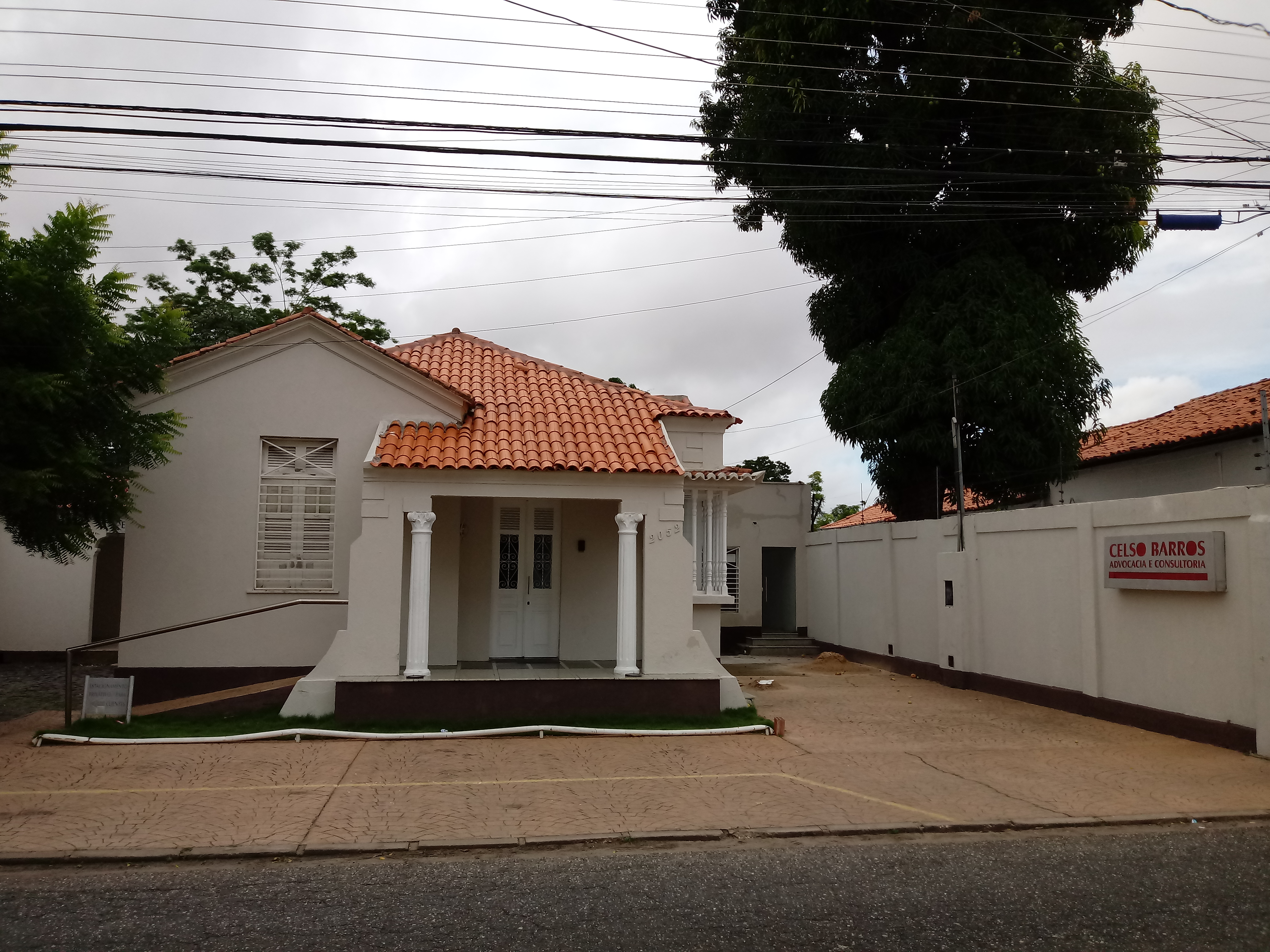
Casa histórica em arquitetura eclética do escritório de Celso Barros Coelho, em Teresina

Celso Barros Coelho (Pastos Bons em 11 de maio de 1922 – Teresina, 10 de julho de 2023) foi um jurista, intelectual, professor, advogado e político brasileiro, outrora deputado federal pelo Piauí.

## Dados biográficos

### Origem e formação
Filho de Francisco Coelho de Sousa e Alcina Barros Coelho. Fez Humanidades no Seminário Menor de Teresina (1938-1944), completando o curso no Colégio Diocesano São Francisco de Sales ao mesmo tempo que lecionava no citado estabelecimento. A partir de 1945 dedicou-se ao ensino secundário iniciando-se pelo Colégio Demóstenes Avelino, ingressando a seguir como professor de Latim na Escola Normal Antonino Freire com a tese Da poesia Latina em na Época de Augusto defendida em 1958.
Graduou-se advogado em 1953 pela Faculdade de Direito do Piauí. Membro fundador da Faculdade Católica de Filosofia do Piauí, onde lecionou Literatura Latina e Literatura Portuguesa sendo que prestou concurso para a cadeira de Direito Civil tornando-se professor titular da Universidade Federal do Piauí (1967-1992) e procurador autárquico federal do Instituto Nacional do Seguro Social (INSS), função na qual aposentou-se.
Membro da Academia Piauiense de Letras, presidiu a referida instituição por dois anos (1998-2000)  integra os quadros das seguintes instituições: Instituto Luso-Brasileiro de Direito Comparado (Rio de Janeiro); Instituto de Direito Natural (Brasília); Instituto dos Advogados Piauienses; Instituto dos Advogados Brasileiros (Rio de Janeiro); Academia Piauiense de Letras Jurídicas; Academia de Letras, História e Ecologia da Região Integrada de Pastos Bons (da qual é presidente) e Instituto Histórico e Geográfico Brasileiro, além de ser sócio-correspondente da Academia Imperatrinenses de Letras e da Academia Carioca de Letras.
Casou-se com Maria de Lourdes Freitas, filha de Felismino Freitas Weser, um dos pioneiros da educação do Piauí. Além de seu sogro, era o proprietário do Colégio Demóstenes Avelino em Teresina. Em 2018 o seu neto, Celso Barros Coelho Neto, foi eleito presidente da OAB do Piauí, após exercer mandato de Conselheiro Federal e outros no âmbito estadual, fatos que demonstram a forte influência do jurista na advocacia do Piauí.

### Carreira política
Fundador do PDC em Teresina, foi eleito deputado estadual em 1962, contudo sua postura de contestação ante o Regime Militar de 1964 custou-lhe o mandato em 8 de maio daquele ano. Mesmo cassado e com os direitos políticos suspensos por dez anos, foi eleito presidente da seccional da Ordem dos Advogados do Brasil no Piauí por seis vezes (1964-1974).
Filiado ao MDB, foi eleito deputado federal em 1974, mas não se reelegeu em 1978 por falta de quociente eleitoral, apesar de ser o mais votado do partido. Restaurado o pluripartidarismo, migrou para o PDS em 1980 e foi eleito primeiro suplente de deputado federal em 1982, mas a nomeação de Freitas Neto para prefeito de Teresina pelo governador Hugo Napoleão em março do ano seguinte, garantiu-lhe o exercício do mandato. Em 1984 foi um dos 113 deputados ausentes na votação da emenda Dante de Oliveira, mas votou em Tancredo Neves no Colégio Eleitoral em 1985, sendo efetivado em agosto após a morte de Milton Brandão.
Tentou reeleger-se pelo PFL em 1986 e pelo PTR em 1990, sem sucesso. Derrotado ao buscar um mandato de senador pelo PMDB em 1994, foi secretário de Governo no primeiro ano da administração Mão Santa, deixando o cargo no final de 1995. Disputou sua última eleição em 2006, quando figurou como segundo suplente de deputado federal pelo PMDB.
Membro honorário vitalício da seccional piauiense da Ordem dos Advogados do Brasil e professor visitante na Universidade de Brasília (1985-1986), na Escola Superior da Magistratura do Piauí e na Escola Superior da Advocacia do Piauí, integrou o conselho diretor da mesma. No final da década de 1980 foi assessor jurídico do Ministério da Educação na gestão de Hugo Napoleão, além de prestar assessoria para a elaboração das constituições dos estados do Tocantins, Piauí e Maranhão.

### Como deputado federal
Na Câmara Federal, nas duas legislaturas, exerceu as funções de vice-líder, atuando como relator e autor de importantes Projetos: Código Civil Brasileiro (relator do Livro V – Direito das Sucessões); Lei do Inquilinato (autor de emenda e relator de outro projeto); Lei das Execuções Penais (relator); Lei de Regulamentação do Divórcio (autor de um dos Projetos). Sobre este projeto, assim se manifestou o Professor Catedrático de Direito Civil da Universidade de São Paulo - Sílvio Rodrigues, no livro “O Divórcio e a Lei que o regulamenta”(Editora Saraiva, 1978, p. 45): “20. Projeto Celso Barros. Dentre os projetos apresentados à Câmara dos Deputados, merece, a meu ver, ser tratado em primeiro lugar, e separadamente, o do professor e deputado Celso Barros. Isso não apenas em virtude da excelência de seu texto, como por ter sido o primeiro oferecido, visto que data de 27 de junho de 1969, ou seja, da véspera da promulgação da Emenda Constitucional”. Outros autores que tratam da matéria realçam as qualidades desse projeto.

## Trabalhos publicados
Tem dezenas de obras publicadas, tanto na área literária, como filosófica e jurídica. No campo das letras jurídicas colaborou com 18 verbetes, na Enciclopédia Saraiva do Direito (publicação da Editora Saraiva – 75 volumes), Edição comemorativa do sesquicentenário de fundação dos cursos jurídicos no Brasil – 1827-1927. Coordenação do professor R. Limongi França. Dentre as quais destaca-se: Herança Jacente (vol. 41), Herança Legal (vol. 41), Herança Líquida (vol. 41), Herança Vacante (vol. 41), Herdeiro Forçado (vol. 41), Herdeiro Fideicomissário (vol. 41). Podem ser citados, da mesma forma, as seguinte publicações: O Estado brasileiro: do conteúdo político ao social (1961); O Estado e os direitos do homem (1961); Código Civil – Livro V – Direito das Sucessões, Brasília, 1978; Jurisprudência como norma jurídica (In “Estudos em homenagem ao professor Washington de Barros Monteiro”, São Paulo: Saraiva, 1982); Caio Mário da Silva Pereira: um mestre do Direito Civil. In Scientia et Spes, revista do Instituto Camilo Filho. ano 3, n. 6. Teresina, 2004. In Revista da Ordem dos Advogados do Brasil, 2008 e Caio Mário da Silva Pereira. Revista da Ordem dos Advogados do Brasil, 2008.
Teve atuação, destacada na Câmara dos Deputados como atestam os seus anais. Ao longo de dois mandatos publicou, em Brasília, trabalhos parlamentares, tais como:
1. Efetivação dos Direitos Humanos (1974)
2. a) A Organização Nacional (1975)
b) Família. Casamento. Divórcio
3. Momento Político Brasileiro (1975)
4. A legislação do Inquilinato e o Código Civil (1975)
5. a) Reforma com Democracia
b) As Contas do Departamento Nacional de Estradas e Rodagem (1975)
6. a) O Problema da Distribuição de Renda do Brasil (1975)
b) A Problemática do Nordeste (1975)
7. Os Contratos de Risco e o Monopólio Estatal (1975)
8. Homenagem Póstuma ao ex-Senador José Cândido Ferraz (1976)
9. A Democracia Brasileira (1976)
10. Presenças (1976)
11. Direitos Humanos: conteúdo político e social (1977)
12. Problemas e Idéias (1977)
13. Eles e os talentos (reunião de discursos – livro) (1984)
14. Três poetas de sua terra (1984)
15. José Sarney – Trajetória Política e Literária (1985)
16. Trancredo Neves – Aspectos do Pensamento Político (1985)
17. O Debate Político (reunião de discursos - livro) (1985)

## Honrarias recebidas
Medalha Comemorativa do Cinquetenário de Fundação do Curso de Direito no Maranhão (1970);
Sócio Honorário “Desembargador Helvídio Clementino de Aguiar” (1984) –
Associação dos Magistrados Piauienses; Sócio Honorário – Conselho Deliberativo da FLUPEME (Associação Fluminense da Pequena e Média Empresa), 1984;
Medalha do Mérito Conselheiro Jose Antônio Saraiva, Grau de Oficial (1993);
o Diploma Grau de Grande Oficial da Ordem Timbira do Mérito Judiciário do Trabalho no Estado do Maranhão (1990);
o Diploma de Mérito OAB – Conselho Federal da OAB, em reconhecimento aos relevantes serviços à advocacia brasileira (2006);
Homenagem da Universidade Federal do Piauí pela Conferência “O Ensino Jurídico no Piauí: Perspectiva Histórico-Filosófica”, na comemoração dos 75 anos da implantação da Faculdade de Direito no Estado;
a Homenagem dos alunos de Direito da Universidade Federal do Piauí, nos 75 anos da Faculdade de Direito do Piauí,
Diploma de Tributo à Esperança da Câmara Municipal de Teresina, pela sua posição tomada contra o Regime Militar;
Diploma de Honra da Associação Brasileira dos Detetives Profissionais, Particulares, Supervisores, Inspetores e Agentes de Segurança –
ABDPSIAS, em Brasília –DF;
Medalha do Mérito "Heróis do Jenipapo" do Município de Campo Maior(PI);
dentre muitos outros tributos e títulos de cidadania de municípios do Piauí e do Maranhão.

## Outras obras
01. Da poesia latina na época de Augusto (tese) (1958)
02. Pela Ação Católica (1960)
03. Universidade em causa (1973)
04. Homens de idéias e de ação (Teresina: Júnior, 1991)
05. Filosofia, Arte e Literatura. Revista Presença, nº 35, Ano XXI.
06. Academia Piauiense de Letras – 75 anos. In Revista da Academia Piauiense de Letras, nº 50, ano LXXV, Teresina, 1992.
07.Academia Piauiense de Letras: um pouco das ideias. Revista da Academia Piauiense de Letras, nº 50, 1992.
08.Fukuyama no Alçapão de Hegel, Revista da Academia Piauiense de Letras, nº 51, 1993.
09. Confronto de ideias, Teresina, 1997.
10. Darci Ribeiro: educador e antropólogo. Revista da Academia Piauiense de Letras, nº 55, 1997.
11. Clodoaldo Freitas: inteligência superior. In Academia piauiense de Letras: os fundadores. Teresina, Meio Norte, 1997.
12. Por onde anda a cidadania (1998)
13. Rui Barbosa, estadista do progresso do Brasil, Teresina, 1999.
14. Coelho Rodrigues. In Figuras notáveis da história doPiauí. Revista encartada no jornal Meio Norte. Teresina, 8 jul. 2001. [em colaboração com José Newton de Freitas Coelho].
15. Higino Cunha. In Figuras notáveis da história do Piauí. Revista encartada no jornal Meio Norte. Teresina, 11 nov. 2001.
16. Martins Napoleão. In Figuras notáveis da história doPiauí. Revista encartada no jornal Meio Norte. Teresina, 2 dez. 2001.
17. Deolindo Couto: ciência e humanismo. Conferencia na Academia Brasileira de Letras como parte do programa da comemoração do centenário do cientista. Revista da Academia Brasileira, nº 33 (outubro, novembro, dezembro), 2002.
18. Deolindo Couto. Homenagem da APL em seu Centenário. Revista da Academia Piauiense de letras, nº 60, 2002.
19. Academia Piauiense de Letras. In Apontamentos para a História Cultural do Piauí. R. N. Monteiro de Santana (organizador). FUNDAPI, 2003.
20. .Apelo aos Valores. Revista da Academia Piauiense de Letras, nº 61, 2003.
21. Perfis Paralelos, 2004.
22. Nietzche – O Vidente do Borvir. Revista Presença, nº 32, 2004.
23. Memórias de Pastos Bons (Imperatriz: Ética, 2005)
24. Euclides da Cunha: a face oculta. In Revista Presença, do Conselho Estadual de Cultura do Piauí. ano. XX, n. 34, 2o semestre de 2005. Teresina, 2005.
25. Farias Brito e a Sua Fidelidade à Filosofia. Revista Presença, nº 33, 2005.
26. Clodoaldo Freitas: homem representativo. In Revista Presença, do Conselho Estadual de Cultura do Piauí. ano. XXI, n. 36, 2o semestre de 2006. Teresina, 2006.
27. Petrônio Portela: vocação para o poder. In Antologia da Academia Piauiense de Letras, 2007.
28. Velhos e novos valores do marxismo: materialismo e humanismo. In Revista Presença, do Conselho Estadual de Cultura do Piauí. ano. XXIII, n. 41, 3o quadrimestre de 2008. Teresina, 2008.
29. Tempo e Memória. Ed. Ética. Imperatriz, 2009.

## Produção acadêmica (resumida)
01. Deolindo Couto. In Revista da Academia Piauiense de Letras. ano LXXXV, n. 60. (2002).
02. Nas pegadas do rio (sobre o livro de Humberto Guimarães). In Revista da Academia Piauiense de Letras. Ano LXXXV, n. 60. (2002).
03. Cidade da memória (apresentação de “Discursos acadêmicos”, livro de M. Paulo Nunes). In Revista da Academia Piauiense de Letras. ano LXXXV, n. 60. (2002).
04. Direitos como dever (sobre o livro de Fides Angélica Ommati). In Revista da Academia Piauiense de Letras. ano LXXXV, n. 60. (2002).
05. Homenagem ao Desembargador e Acadêmico Fernando Lopes Silva Sobrinho no Seu Centenário. Na homenagem conjunta da academia Piauiense de Letras e do Tribunal de Justiça do Piauí, Revista da Academia de Letras, nº 54, 1996.
06. A mensagem de Lucídio Freitas. Revista da Academia Piauiense de Letras, nº 52, 1994.
07. Em Busca da Imortalidade. Discurso de Recepção de Álvaro Pacheco. Revista da Academia Piauiense de Letras, nº 52, 1994.
08.Benjamin do Rego Monteiro Neto. Discurso de Recepção. Revista da Academia Piauiense de Letras, nº 52, 1994.
09. A poesia de Martins Napoleão. Homenagem da APL em seu Centenário. Revista da Academia Piauiense de Letras, nº 61, 2003.
10. Dicionário Enciclopedico Piauiense Wilson Gonçalves. Lançamento na APL. Revista da Academia Piauiense de Letras, nº 61, 2003.
11. Lições de Graciliano Ramos. M. Paulo Nunes. Lançamento em Sessão Solene na Academia. Piauiense de Letras. Revista da Academia Piauiense de Letras, nº 61, 2003.
12. Darci Ribeiro: educador e antropólogo. Revista da Academia Piauiense de Letras, nº 55, 1997.
13. Obrigação e Compromisso. Discurso de Posse na Academia Piauiense de Letras. Revista da Academia Piauiense de Letras, nº 56, 1998.
14. Homenagem a Wilson Brandão: perfil intelectual. Revista da Academia Piauiense de Letras, nº 59, 2001.
15. Wilson Brandão, Perfil intelectual. Revista Presença, do Conselho Estadual de Cultura. 2001.
16.	 A Reforma do Código Civil. Revista Forense. Rio de Janeiro, nº 224.
17.	Um Centenário. Publicação Noticias Acadêmicas, nº 83, março-abril 93, Academia Piauiense de Letras e Revista da Academia Piauiense de Letras, nº 51, 1993.
18.	Saudação ao Acadêmico Embaixador Aluízio Napoleão. Revista da Academia Piauiense de Letras, nº 51, 1993.
19. Pensamento e Diálogo, contendo Discurso de Recepção de João Pedro Ayrimoraes Soares, Academia Piauiense de Letras, 2004.
20. Centenário de Júlio Vieira: consagradora homenagem. Academia Piauiense de Letras, Teresina, 2004.
21. Subdesenvolvimento. Revista Carnaúba, Separata, Teresina, 1962.
22. Novo Encontro. Discurso de Recepção do jurista Nelson Nery Costa na Academia Piauiense de Letras Jurídicas, In A cadeira 17 da Academia Piauiense de Letras Jurídicas, 20004..
23. Cristino Castelo Branco: estilo e caráter. Discurso no seu centenário. Revista da Academia Piauiense de Letras, nº 50, 1992.
24.O compromisso da Academia. Discurso de Instalação da Academia de Letras, Historia e Ecologia da Região Integrada de Pastos Bons. Publicação Letras, História e Ecologia, 2005.
25. Clodoaldo Freitas, Inteligência Superior. In Os Fundadores, Academia Piauiense de Letras 30 anos, 1997.